# Моханда
Моха́нда (ісп. Mojanda) — неактивний стратовулкан в Кордильєрі-Орієнталь Еквадорських Анд на півночі Еквадору. Кальдера вулкану утворилася в результаті вибуху плінійського типу під час останнього виверження близько 200 тис. років тому, та зараз містить три озера: Карікоча (Caricocha, найбільше), Янакоча (Yanacocha) і Уармікоча (Huarmicocha). Всі вони є популярним місцем призначення туристів, а частина кальдери отримала в 2002 році статус природоохоронної території. Дістатися до кальдери можна за 20 хвилин від міста Отавало.
Фактично вулкан був комплексом двох вулканів, активність яких була майже синхронною. Отвори вулканів розташовані лише за 3 км один від одного. Менший вулкан, що викликав щонайменш два виверження плінійського типу, відомий як Фуя-Фуя (Fuya Fuya). Фуя-Фуя частково обвалився близько 165 тис. років тому, утворивши кальдеру на захід від кальдери Моханди. Новий вулканічний конус пізніше утворився в межах кальдери, ймовірно протягом пізнього Плейстоцену.
Рослинність у кальдері є типом альпійських луків, характерним для північних Анд — парамо (páramo). Часто вони використовуються для випасу худоби.

## Послиання
1. ↑  Potential hazards in case of unrest at Mojanda - Fuya Fuya volcanic complex, Ecuador. Архів оригіналу (DOC) за 29 вересня 2007. Процитовано 17 березня 2006.
2. ↑  Mojanda. Global Volcanism Program. Смітсонівський інститут. Архів оригіналу за 27 червня 2013. Процитовано 17 березня 2006.

- Зображення на сайті flickr.com